# John Sulston
Sir John Edward Sulston (Fulmer, Buckinghamshire, Inglaterra; 27 de marzo de 1942-Cambridge, Reino Unido, 6 de marzo de 2018), citado como John Sulston, fue un biólogo británico, dedicado a la investigación en el campo de la biología molecular y galardonado con el Premio Nobel de Medicina o Fisiología de 2002 por sus trabajos sobre el linaje celular y el genoma del gusano Caenorhabditis elegans.

## Biografía
Nacido el 27 de marzo de 1942 en Fulmer, estudió en la Merchant Taylors' School y en el Pembroke College, graduándose en 1963. Tras ingresar en el Departamento de Química de la Universidad de Cambridge, realizó su doctorado sobre la química del nucleótido. Después de trabajar como investigador postdoctoral en el Instituto Salk de los Estados Unidos, retornó a Cambridge para trabajar junto a Sydney Brenner en el laboratorio de biología molecular.
Tuvo un papel central en la investigación acerca del gusano Caenorhabditis elegans, así como el desciframiento del genoma humano. Después de conseguir descifrar el genoma de este gusano, se inició el proyecto, a gran escala, de descifrar el genoma humano, un hecho hasta aquel momento impensable. Sulston fue nombrado director de un nuevo centro investigador, el Wellcome Trust Sanger Institute, dedicado a la investigación del genoma.[cita requerida]
En 2001 fue galardonado con el Premio Príncipe de Asturias de Investigación Científica y Técnica, junto con Jean Weissenbach, Craig Venter, Francis Collins y Hamilton Smith, por «sus estudios sobre el desciframiento del genoma humano, libremente y sin restricciones, en beneficio de toda la humanidad».
En 2002 fue galardonado, junto con Sydney Brenner y H. Robert Horvitz, con el Premio Nobel de Fisiología o Medicina por sus investigaciones sobre el fenómeno de la apoptosis con el nematodo Caenorhabditis elegans. Una de las contribuciones más importantes de Sulstons en sus estudios fue aclarar cuál era el orden exacto de las células de Caenorhabditis elegans, gracias a lo cual abrió la posibilidad de iniciar el Proyecto Genoma Humano.[cita requerida]

### Publicaciones
- Publicaciones científicas de John Sulston en PubMed